# Bermudas administrativa indelning

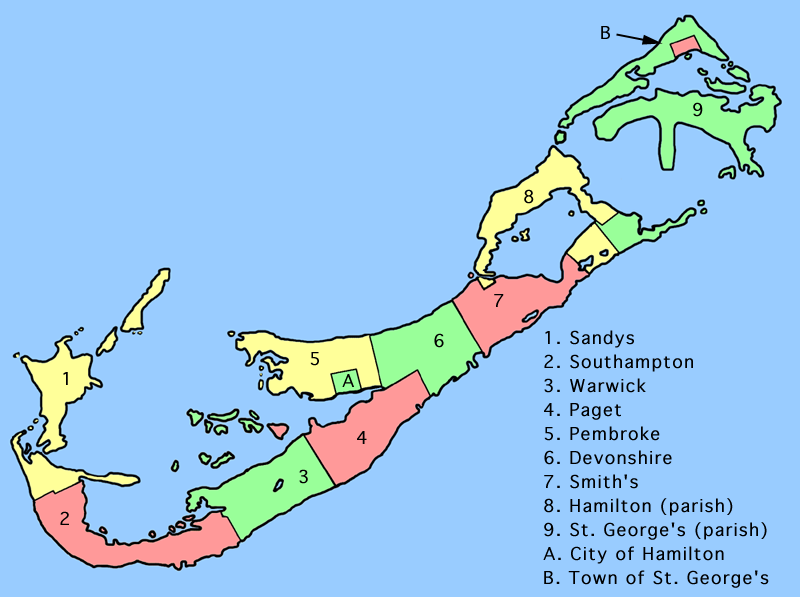
Karta över Bermudas nio parishes och två kommuner.

Bermuda är indelat i två kommuner (municipalities) och nio parishes (parochies).  

## Kommuner
- A - Hamilton
- B - Saint George

## Parishes
1. Sandys
2. Southampton
3. Warwick
4. Paget
5. Pembroke
6. Devonshire
7. Smith's
8. Hamilton
9. Saint George's